# Cladothenea andriashevi
Cladothenea andriashevi är en svampdjursart som beskrevs av Koltun 1964. Cladothenea andriashevi ingår i släktet Cladothenea och familjen Pachastrellidae. Inga underarter finns listade i Catalogue of Life.